# Krzysztof Gabryś
Krzysztof Gabryś (ur. 17 maja 1934 w Ostrowie Wielkopolskim, zm. 18 sierpnia 2004 we Wrocławiu) – polski lekarz internista i hematolog, profesor, nauczyciel akademicki.

## Życiorys
Urodził się 17 maja 1934 roku w Ostrowie Wielkopolskim, jego ojciec był kolejarzem. W 1954 roku zdał maturę, a następnie ukończył studia na Wydziale Lekarskim Akademii Medycznej we Wrocławiu i w 1961 roku uzyskał dyplom lekarza. Od III roku studiów pracował w Zakładzie Anatomii Opisowej. Po studiach został asystentem, a potem adiunktem III Kliniki Chorób Wewnętrznych.
Specjalizację I stopnia z chorób wewnętrznych ukończył w 1965 i od tego czasu do 1970 roku pracował również w Miejskich Zakładach Kąpielowych we Wrocławiu. W 1968 roku uzyskał II stopień specjalizacji z chorób wewnętrznych oraz obronił pracę doktorską. Od 1970 roku zajmował stanowisko adiunkta w Klinice Hematologii Instytutu Chorób Wewnętrznych. W 1979 roku uzyskał specjalizację z hematologii. Habilitował się w 1976, a w marcu 1980 roku otrzymał awans na docenta. W 1989 objął stanowisko profesora nadzwyczajnego, zaś w 1990 roku podjął pracę w Klinice Hematologii i Chorób Rozrostowych Akademii Medycznej we Wrocławiu. W latach 1981–1984 pełnił obowiązki prodziekana Wydziału Lekarskiego ds. Studentów III–VI roku. W 1997 roku uzyskał tytuł profesora zwyczajnego. Ponadto wykładał w Centrum Medycznym Kształcenia Podyplomowego w Warszawie.
Prowadził głównie badania dotyczące aktywności fosfatazy zasadowej granulocytów w różnych chorobach wewnętrznych i nowotworowych oraz aktywności i niejednorodności niektórych enzymów surowicy i krwinek białych. Był członkiem Polskiego Towarzystwa Lekarskiego, Towarzystwa Internistów Polskich oraz Polskiego Towarzystwa Hematologii i Transplantologii. Autor 162 artykułów. Odznaczony został Złotym Krzyżem Zasługi, Medalem Komisji Edukacji Narodowej, Krzyżem Kawalerskim Orderu Odrodzenia Polski i Srebrną Odznaką Academia Medica Vratislaviensis.
Był żonaty z Wandą, filolożką polską i korektorką w wydawnictwie Zakładu Narodowego im. Ossolińskich, z którą miał córkę i dwóch synów.
Zmarł 18 sierpnia 2004 roku we Wrocławiu i został pochowany na cmentarzu św. Rodziny przy ul. Smętnej we Wrocławiu.